# Classe Charles F. Adams
Pour les articles homonymes, voir Charles Adams (homonymie) et Adams.
La classe Charles F. Adams est une classe de vingt-trois destroyers lance-missiles de l'United States Navy construits entre 1958 et 1964 et actifs jusqu'en 1993. Trois autres sont construits pour la Royal Australian Navy, et trois autres pour la Bundesmarine ouest-allemande.
La conception de ces navires est basée sur celle des destroyers de la classe Forrest Sherman, mais la classe Charles F. Adams est la première conçue pour servir de destroyer lance-missiles. Par rapport à la Forrest Sherman, les navires sont rallongés de 5,8 m pour permettre l'installation du lanceur ASROC. Les destroyers de la classe Charles F. Adams sont les derniers destroyers à turbine à vapeur construits pour la marine américaine. À partir des destroyers de la classe Spruance, tous les destroyers de l'US Navy sont équipés de turbines à gaz. Certains des destroyers de la classe Charles F. Adams servent lors du blocus de Cuba en 1962 et pendant la guerre du Vietnam.

## Histoire
Le dessin de ces navires est basé sur celui de la classe de destroyers Forrest Sherman. La classe Charles F. Adams est la première classe destinée à être dotée de missiles guidés.
Bien que conçus avec une technologie de pointe pour les années 1950, au milieu des années 1970, il est clair pour la Marine qu'une partie de ses destroyers ne sont pas préparés à faire face aux attaques aériennes et aux missiles guidés modernes. Pour réduire cette vulnérabilité, la marine lance le programme New Threat Upgrade (en) (NTU). Ce programme consiste en un certain nombre de mises à niveau des capteurs, des armes et des systèmes de communications qui doit prolonger la durée de vie des navires. Dans le cadre du NTU, les destroyers de la classe Charles F. Adams reçoivent une capacité de guerre électronique améliorée grâce à l'installation du système SLQ-32 (en). Le système de combat modernisé comprend le système de conduite de tir MK86 avec le radar AN/SPQ-9, le radar 3D Hughes AN/SPS-52C, les radars de conduite de tir AN/SPG-51C et le système de données tactiques navales (NTDS). Ces navires ont également la capacité de lancer plusieurs missiles antinavires Harpoon, qui peuvent être installés dans leur lanceur de missiles MK-11 Tartar.
Au cours des années 1980, l'administration Reagan choisit d'accélérer la production des croiseurs lance-missiles de la classe Ticonderoga et de lancer la construction des destroyers lance-missiles de la classe Arleigh Burke, deux classes dotées du système de combat Aegis, considéré comme plus efficace que les navires modernisés dans le cadre du NTU, afin de remplacer progressivement toutes les classes de destroyers et de croiseurs existantes (en particulier celles des croiseurs à propulsion nucléaire, très coûteuses). En conséquence, seuls trois des destroyers de la classe Charles F. Adams, le Tattnall, le Goldsborough, et le Benjamin Stoddert, reçoivent la mise à niveau complète. D'autres navires de cette classe, comme le Charles F. Adams, ne reçoivent que des mises à niveau partielles, notamment avec l'ajout de AN/SLQ-32 et de système Harpoon, afin de prolonger leur durée de vie jusqu'à ce que la classe Arleigh Burke puisse atteindre sa capacité opérationnelle.
La marine américaine désarme le dernier Charles F. Adams, l'USS Goldsborough (DDG-20), le 29 avril 1993. Les marines australienne et allemande mettent hors service leurs derniers navires de cette classe en 2003. Quatre navires de cette classe sont transférés à la marine hellénique en 1992, mais le dernier de ceux-ci est désarmé en 2004.
Le Charles F. Adams devait à l'origine ouvrir ses portes en tant que navire musée en 2018, mais ce projet est annulé et le navire est démoli en 2020. Le destroyer allemand Mölders est transformé en navire musée, mais tous les autres destroyers de la classe sont coulés comme cibles, coulés pour la plongée sur épave ou vendus pour la ferraille.

## Liste des navires
| Nom                | Numéro | Mise en service Retrait du service | Destin                                                              | Notes  |
| ------------------ | ------ | ---------------------------------- | ------------------------------------------------------------------- | ------ |
| Charles F. Adams   | DDG-2  | 1960–1990                          | Vendu pour la ferraille                                             | [ 1 ]  |
| John King          | DDG-3  | 1961–1990                          | Vendu pour la ferraille                                             | [ 2 ]  |
| Lawrence           | DDG-4  | 1962–1990                          | Vendu pour la ferraille                                             | [ 3 ]  |
| Claude V. Ricketts | DDG-5  | 1962–1989                          | Vendu pour la ferraille                                             | [ 4 ]  |
| Barney             | DDG-6  | 1962–1990                          | Vendu pour la ferraille                                             | [ 5 ]  |
| Henry B. Wilson    | DDG-7  | 1960–1989                          | Coulé comme cible                                                   | [ 6 ]  |
| Lynde McCormick    | DDG-8  | 1961–1991                          | coulé comme cible                                                   | [ 7 ]  |
| Towers             | DDG-9  | 1961–1990                          | coulé comme cible                                                   | [ 8 ]  |
| Sampson            | DDG-10 | 1961–1991                          | Vendu pour la ferraille                                             | [ 9 ]  |
| Sellers            | DDG-11 | 1961–1989                          | Vendu pour la ferraille                                             | [ 10 ] |
| Robison            | DDG-12 | 1961–1991                          | Vendu pour la ferraille                                             | [ 11 ] |
| Hoel               | DDG-13 | 1962–1990                          | Converti en barge à moteur, puis mis à la ferraille                 | [ 12 ] |
| Buchanan           | DDG-14 | 1962–1991                          | coulé comme cible le 13 avril 2000                                  | [ 14 ] |
| Berkeley           | DDG-15 | 1962–1992                          | Vendu à la Grèce comme Themistocles (D221)                          | [ 15 ] |
| Joseph Strauss     | DDG-16 | 1963–1990                          | Vendu à la Grèce comme Formion (D220)                               | [ 16 ] |
| Conyngham          | DDG-17 | 1963–1990                          | Vendu pour la ferraille                                             | [ 17 ] |
| Semmes             | DDG-18 | 1962–1991                          | Vendu à la Grèce comme Kimon (D218), mis à la ferraille en 2006     | [ 18 ] |
| Tattnall           | DDG-19 | 1963–1991                          | Vendu pour la ferraille                                             | [ 19 ] |
| Goldsborough       | DDG-20 | 1963–1993                          | Vendu à l'Australie                                                 | [ 20 ] |
| Cochrane           | DDG-21 | 1964–1990                          | Vendu pour la ferraille                                             | [ 21 ] |
| Benjamin Stoddert  | DDG-22 | 1964–1991                          | A sombré alors qu'il était remorqué pour être envoyé à la ferraille | [ 22 ] |
| Richard E. Byrd    | DDG-23 | 1964–1990                          | Vendu à la Grèce                                                    | [ 23 ] |
| Waddell            | DDG-24 | 1964–1992                          | Vendu à la Grèce comme Nearchos (D219)                              | [ 24 ] |